# Дубровицкий детинец
Дубровицкий детинец — детинец древнерусской Дубровицы, столицы Дубровицкого княжества. Находился на мысу высокой террасы левого берега Горыни в центральной части современной Дубровицы между церковью Николая Чудотворца с южной стороны и костёлом Иоанна Крестителя с северной.
Первое летописное упоминание о Дубровице под 1005 годом, хотя иногда указывается 1183 год. Укрепления были разрушены во время монгольского нашествия на Русь.
Городище имеет овальную форму 80х50 м и с трёх сторон защищено оврагами, а с четвёртой напольной стороны было ограждено валом и рвом. Площадь укреплённой части Дубровицы составляла 2,5—3 га. К детинцу с южной и северной стороны в XII—XIII веках примыкали посады.
Памятник обследовали Юрий Кухаренко, Павел Раппопорт, Игорь Свешников и Пётр Лысенко. При раскопках был обнаружен подъёмный материал древнерусской эпохи XI—XIII веков. В настоящее время городище в значительной мере разрушено земляными и строительными работами.